# إلين ديفيدسون
إلين ديفيدسون هي ممرضة برازيلية، ولدت في 1965 في البرازيل.

## وصلات خارجية
- الموقع الرسمي
- إلين ديفيدسون على موقع IMDb (الإنجليزية)